# Aesopia
Aesopia is een monotypisch geslacht van straalvinnige vissen uit de familie van eigenlijke tongen (Soleidae). Het geslacht is voor het eerst wetenschappelijk beschreven in 1858 door Johann Jakob Kaup.

## Soort
- Aesopia cornuta Kaup, 1858